# 20.º Escuadrón de Operaciones Especiales
El 20.º Escuadrón de Operaciones Especiales, 20th Special Operations Squadron en inglés y abreviado 20th SOS, es parte de la 1.ª Ala de Operaciones Especiales de la Fuerza Aérea de Estados Unidos en Hurlburt Field, Florida. Esta unidad opera helicópteros MH-53 Pave Low en soporte de operaciones especiales.

## Aeronaves operadas[1]
- A-20 Havoc (1942 - 1943)
- DB-7 Boston (1942 - 1943)
- L-1 Vigilant (1942 - 1943)
- L-4 Grasshopper (1942 - 1943)
- P-43 Lancer (1942 - 1943)
- P-40 Warhawk (1942 - 1945)
- L-5 Sentinel (1942 - 1945)
- B-25 Mitchell (1942 - 1945)
- P-51 Mustang (1945)
- H-21 Shawnee (1956 - 1960)
- CH-3E Sea King (1965 - 1969, 1976 - 1980)
- UH-1 Iroquois (1967 - 1972, 1976 - 1985)
- MH-53 Pave Low (1980 - presente)